# The Battle of Paris

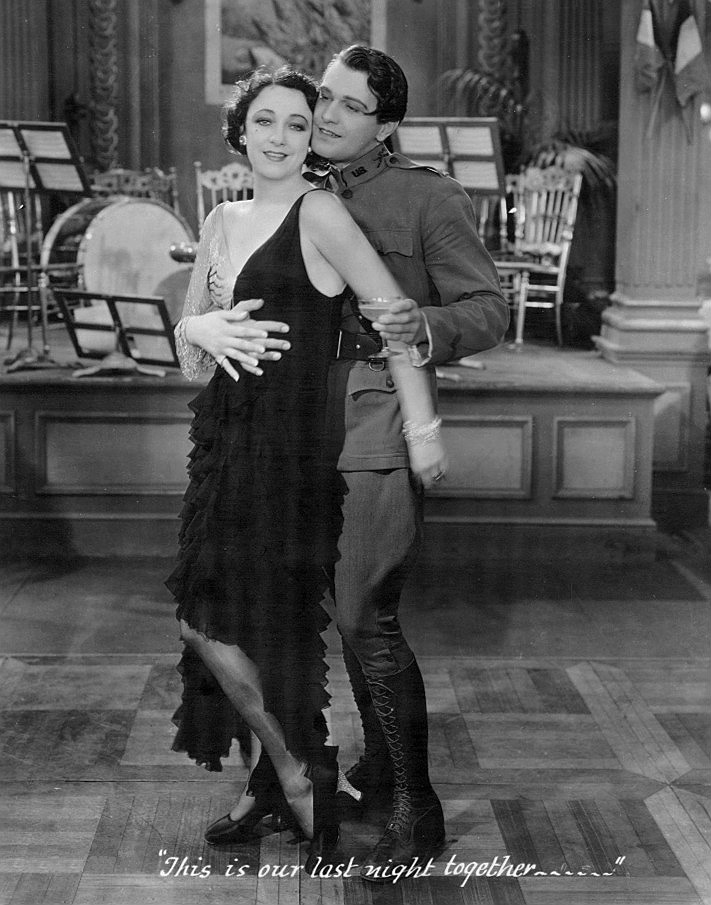
Gertrude Lawrence et Charles Ruggles dans une scène du film.

The Battle of Paris est un film musical américain pré-code réalisé par Robert Florey et sorti en 1929.

## Fiche technique
- Réalisation : Robert Florey
- Scénario : Gene Markey
- Producteur : Monta Bell
- Photographie : George J. Folsey
- Musique : Cole Porter[1]
- Distributeur : 
  - Paramount Pictures (en salles - 1929)
  - MCA/Universal Pictures (TV - 1958)
- Durée: 80 minutes

## Distribution
- Gertrude Lawrence : Georgie
- Charles Ruggles : Zizi
- Walter Petrie : Tony
- Gladys DuBois : Suzanne
- Arthur Treacher : Harry
- Joe King : Jack
- Luis Alberni